# Routes du Gabon

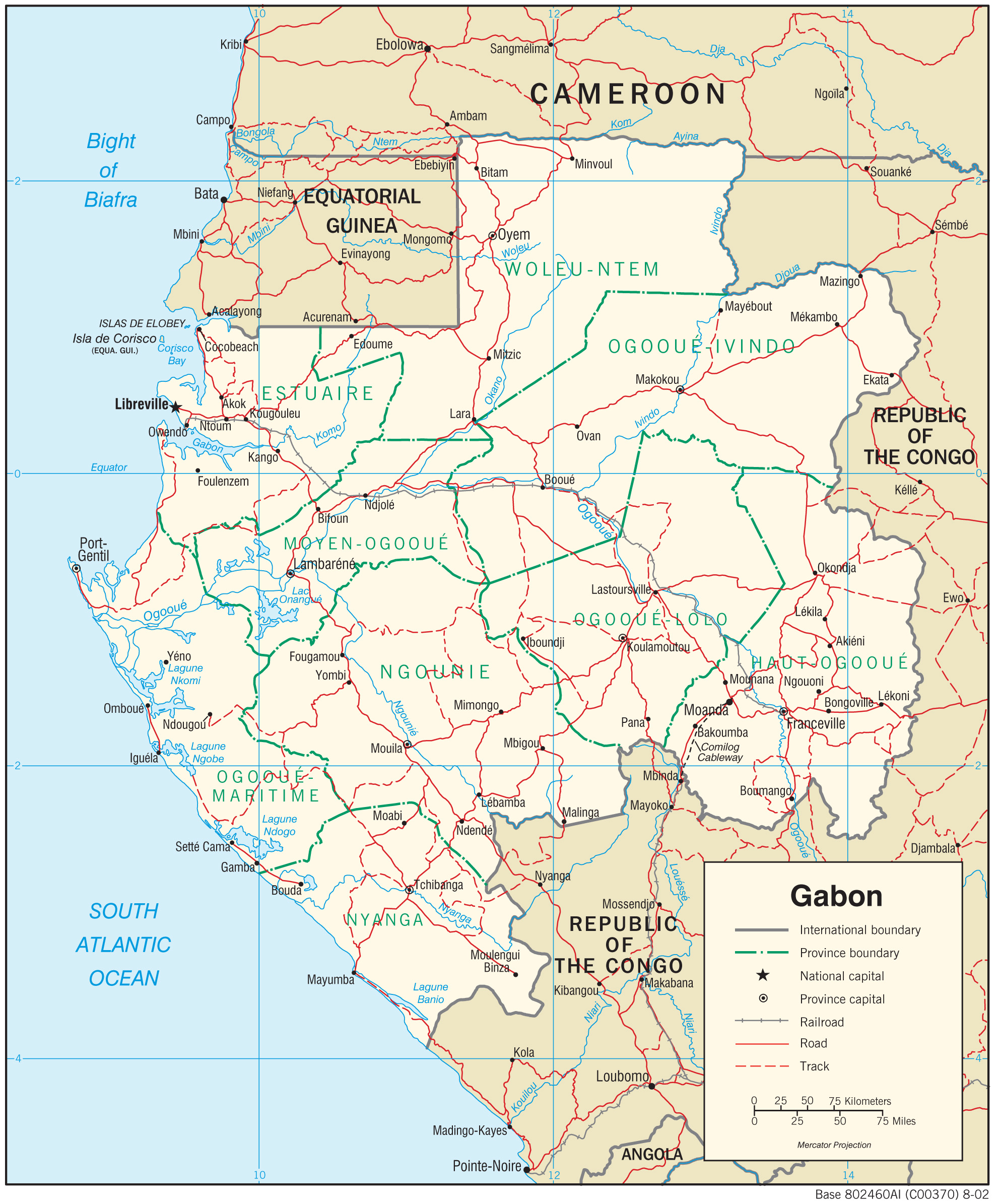
Axes de transport au Gabon.

Le réseau routier du Gabon est constitué de plusieurs types de routes. Les routes nationales relient les principales villes du pays. Il n'y a pas de route sur la façade côtière du pays,.

## Routes nationales (RN)
| RN | Villes traversées                                                                     |
| -- | ------------------------------------------------------------------------------------- |
| N1 | Libreville – Kougouleu – Bifoun – Lambaréné – Mouila – Ndendé – (République du Congo) |
| N2 | Bifoun – Alémbe – Viate – Mitzic – Bibasse – Oyem – Bitam – Eboro – (Cameroun)        |
| N3 | Alémbé – Kazamabika – Lastourville – Moanda – Franceville                             |
| N4 | Viate – Ekonlong – Makokou – Mékambo                                                  |
| N5 | Kougouleu – Bibasse                                                                   |
| N6 | Mayumba – Tchibanga – Ndendé – Koulamoutou – Lastoursville                            |